# 安博塞利國家公園
安博塞利國家公園（Amboseli National Park）是非洲東部國家肯亞的國家公園，位於該國西南部裂谷省，佔地392平方公里，距離首都奈洛比140公里，毗鄰與坦桑尼亞接壤的接境，成立於1974年，野生動物有角馬、非洲象、斑馬、葛氏瞪羚、湯氏瞪羚、長頸羚、南非劍羚、黑犀、獅子、獵豹、鬣狗、非洲野犬、胡狼、高角羚等。

## 外部連結
- Amboseli- Africa's Elephant Park – The Official Guide
- Kenya Wildlife Service – Amboseli National Park
- Amboseli Trust for Elephants（页面存档备份，存于）
- Kenya Safaris （页面存档备份，存于）
- （页面存档备份，存于）
- DAWN IN AFRICA SAFARIS